# كولن سينجر
كولن سينجر هو محامي كندي، ولد في 1959.